# Rohove, Novopskov
Rohove (în ucraineană Рогове) este o comună în raionul Novopskov, regiunea Luhansk, Ucraina, formată numai din satul de reședință.

## Demografie
Componența lingvistică a comunei Rohove
     Ucraineană (95,33%)
     Rusă (4,39%)
     Alte limbi (0,14%)
Conform recensământului din 2001, majoritatea populației comunei Rohove era vorbitoare de ucraineană (95,33%), existând în minoritate și vorbitori de rusă (4,39%).